# Phrynobatrachus inexpectatus
Phrynobatrachus inexpectatus là một loài ếch trong họ Petropedetidae. Chúng là loài đặc hữu của Ethiopia.
Các môi trường sống tự nhiên của chúng là các khu rừng vùng núi ẩm nhiệt đới hoặc cận nhiệt đới, đồng cỏ ở cao nhiệt đới hoặc cận nhiệt đới, đầm nước, đầm nước ngọt, đầm nước ngọt có nước theo mùa, và vùng đồng cỏ. Loài này đang bị đe dọa do mất môi trường sống.